# Zedes
Zedes is een plaats (freguesia) in de Portugese gemeente Carrazeda de Ansiães en telt 214 inwoners (2001).